# 키스 스타노비치
키스 스타노비치(Keith E. Stanovich)는 는 토론토 대학교의 응용 심리학 및 인간 개발 명예 교수이자 응용인지 과학의 전 캐나다 연구 위원장이다. 그의 연구 분야는 추론의 심리학과 읽기의 심리학이다.
스타노비치는 읽기, 언어 장애 및 합리적인 사고의 심리학에 대한 광범위한 연구를 수행했다. 마태 효과에 대한 그의 고전적인 논문은 과학 문헌에서 1000 번 이상 인용되었다. 그는 175 개가 넘는 과학 논문의 저자이다. 저서 The Rationality Quotient : Toward a Test of Rational Thinking에서 Stanovich와 동료들은 현재의 지식을 고려할 때 합리적 사고에 대한 포괄적 인 테스트가 과학적으로 가능하다는 주장을 따른다.

## 같이 보기
- 인지적 구두쇠